# SS Rose Castle
Il SS Rose Castle  fu un piroscafo da carico britannico affondato dal sommergibile tedesco U-518 il 2 novembre 1942, con la morte di 23 persone, tra cui il comandante Walter J. MacDonald.

## Storia
Il piroscafo Rose Castle, con scafo in acciaio, fu costruito preso il cantiere navale Short Bros Ltd di Pallion, Sunderland. Tra il 1915 e il 1930 proprietaria della nave fu la Lancashire Shipping Co.-James Chambers & Co.-Castle Line, di Liverpool. Tra il 1930 e il 1937 prestò servizio presso la Port Line Ltd.-Commonwealth & Dominion Line, di Londra, e poi presso la Donaldson Bros. Ltd., di Sydney, in Canada, che la impiegava nella rotta Wabana-Sydney-Gran Bretagna.
Nel corso della seconda guerra mondiale la nave venne impiegata in missioni di trasporto. Alle 08:54 del 20 ottobre 1942 il piroscafo Rose Castle navigava senza scorta quando fu colpito da un siluro lanciato dal sottomarino tedesco U-69(korvettenkapitän Ulrich Gräf) nella griglia BB 6498 senza rimanere danneggiato, in quanto l'ordigno non esplose. Il B-Dienst intercettò il messaggio di soccorso lanciato dalla nave mercantile, che si fermò per 20 minuti ma poi continuò la propria navigazione. L'U-Boot aveva lanciato l'ultimo siluro a disposizione e poi non fu in grado di attaccare la nave con il cannone di coperta a causa del maltempo. Nel settembre 1942 fece parte del convoglio BW-1 che partì da Sydney, Nuova Scozia, per Bell Island, Terranova.
Tra le 07:03 e le 07:06 del 2 novembre 1942 il sommergibile U-518 (kapitänleutnant Friedrich-Wilhelm Wissmann) lanciò due siluri dai tubi di prua e un siluro da quelli di poppa contro navi per il trasporto di minerali che si trovavano all'ancora al largo di Bell Island, Conception Bay, in attesa di salpare con il convoglio WB-9.
L'U-Boot riportò l'affondamento di tre navi, ma due siluri affondarono il mercantile Rose Castle e uno il mercantile francese P.L.M. 27 (Paris-Lyons-Méditerranée 27, da 5.633 tonnellate). Ventidue membri dell'equipaggio tra cui il comandante Walter J. MacDonald, e un artigliere perirono nell'affondamento del Rose Castle. Altri 18 altri membri dell'equipaggio, tra cui due artiglieri, svennero tratti in salvo dalle lance canadesi Fairmile.

### Annotazioni
1. ↑  L'equipaggio della Rose Castle era composto da marinai della marina mercantile britannica principalmente provenienti dalla Nuova Scozia e da Terranova, con alcuni dalla Gran Bretagna.

### Fonti
1. 1 2 3 4  Wrecksite.
2. ↑  Communitystorie.
3. ↑  Bennett 2015, p. 120.
4. 1 2 3 4  U-Boat.
5. 1 2  Hadley 1985, p. 142.
6. ↑  Communitystorie.
7. ↑  Hadley 1985, p. 152.
8. ↑  Histoiresdecheznous.